# Delachaux (entreprise)
Pour les articles homonymes, voir Delachaux.
Le Groupe Delachaux est un acteur mondial dans l'ingénierie et les solutions industrielles sur des marchés à fortes compétences technologiques. Fondé en 1902, il conçoit et fabrique des produits et systèmes essentiels à la sécurité, l'efficacité et la fiabilité des équipements et infrastructures de ses clients dans l'infrastructure du rail et les secteurs portuaire, aéronautique, logistique et minier.
Il a réalisé 1175 millions d'euros de chiffre d'affaires en 2023 et emploie plus de 4 115 collaborateurs dans plus de 40 pays.

## Activités

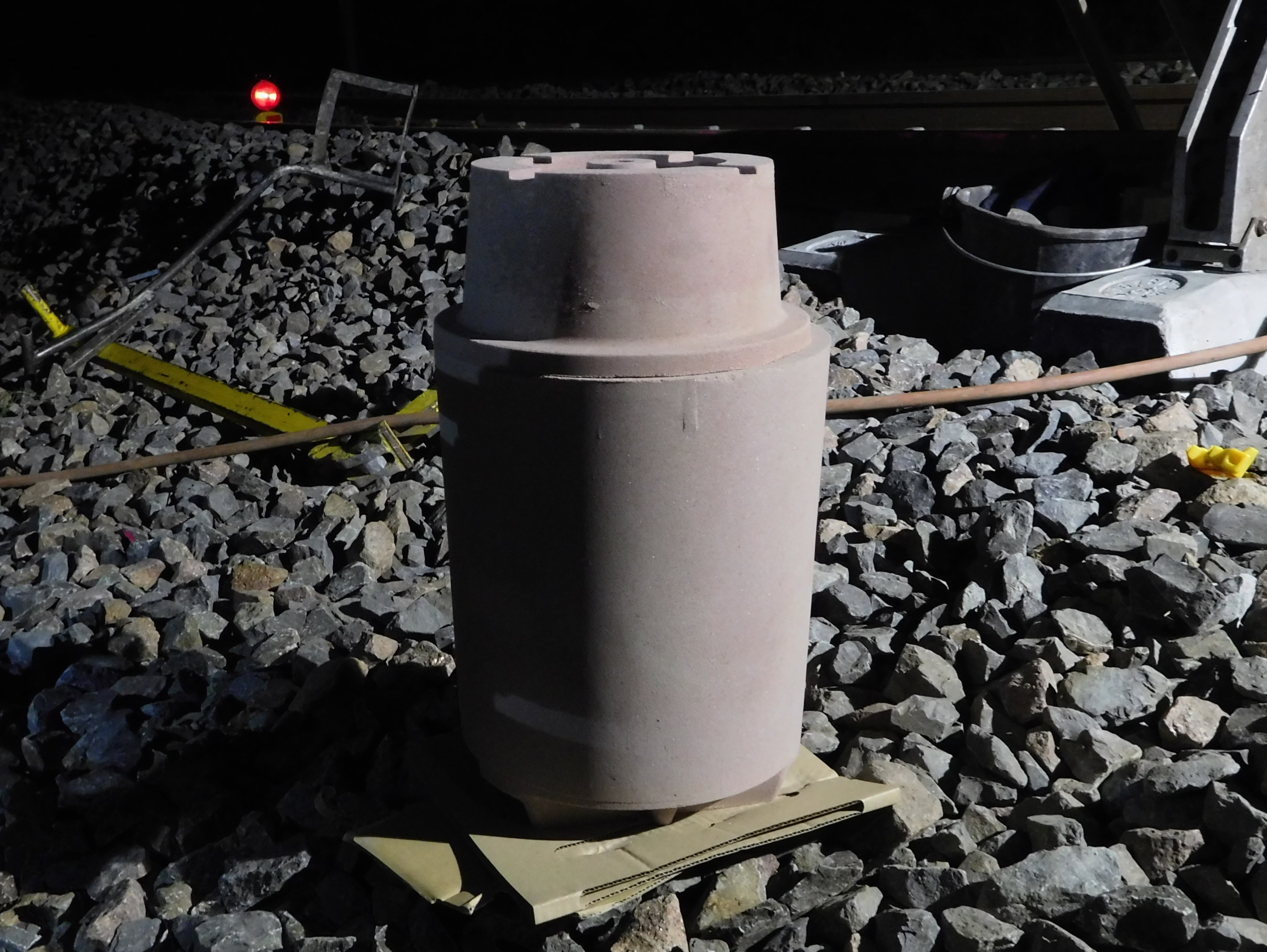
Creuset jetable Pandrol.

Les activités du Groupe Delachaux sont organisées en quatre pôles :
- Infrastructures de rail (44 % du chiffre d'affaires[2]) systèmes de fixation, solutions de soudure aluminothermique, matériel de voie et de contrôle et solutions d'électrification commercialisés sous la marque Pandrol (en)[3] ;
- Signalisation ferroviaire (9 % du chiffre d'affaires) avec des solutions dédiées au suivi et au monitoring des trains et de l'infrastructure de rail sous les marques Frauscher et Sensonic ;
- Systèmes de Gestion de l'Énergie et des Données (EDMS) (35 % du chiffre d'affaires) commercialisés sous la marque Conductix-Wampfler ;
- Production de chrome métal (11 % du chiffre d'affaires) sous la marque DCX Chrome[4] ;
- autres activités (1 % du chiffre d'affaires) sous les marques Lenoir et Mec Delachaux (magnétisme), et KLK (résistances et mises à la terre).

## Histoire
(février 2014).
- 1902 : création par Clarence Léon Delachaux d'une société fournissant du matériel pour lignes électriques aériennes[5].
- 1917 : l'entreprise de matériel de traction Delachaux, installée à Saint-Ouen, fait construire sur un terrain de vingt hectares une nouvelle usine sur la commune de Gennevilliers[6]. Cette usine va de la rue des Caboeufs à l'avenue du Pont de Saint-Ouen (avenue Louis-Roche) ; elle est spécialisée dans la fonte et le modelage des pièces mécaniques, les roues de camions et de gros engins agricoles, les poulies, la production de chrome, etc.[7].
- 1930 : le bâtiment administratif, le restaurant, le local du service d'embauche et le logement des gardiens sont construits. Ces aciéries représentent une des rares usines métallurgiques en fonctionnement dans les Hauts-de-Seine. Les aciéries Delachaux se composent de trois grandes unités de production :
  - les fonderies, qui produisent différents alliages ;
  - la fabrique de chrome pur par aluminothermie ;
  - l'atelier de construction des roues.
- 1936 : Philippe Delachaux, fils ainé de Clarence Léon Delachaux, reprend avec ses trois frères (Jean, Pierre et André) la direction de l'entreprise familiale.
- 1944 : l'usine subit des bombardements, en particulier le 22 juin 1944 où une partie de l'usine est détruite.
- 1945 : les parties détruites sont reconstruites.
- 1948 : extension de l'usine par la construction de nouveaux ateliers pour travaux mécaniques et pour la galvanisation.
- 1968 : les anciens bâtiments sont démolis et sont remplacés par un bâtiment en béton armé.
- 1972 : extension de l'usine par la construction d'un laboratoire.
- 1974 : François Delachaux succède à son père à la direction du Groupe Delachaux, fonction qu'il conservera pendant près de trente ans.
- 1975 : acquisition de la société américaine Insul-8.
- 1978 : modernisation de l'usine par la construction d'une station d'épuration et d'un four à fusion à arc. Désormais l'usine produit des métaux spéciaux, du chrome et des roues.
- 1987 : acquisition de la société française l'Aluminothermique.
- 1999 : acquisition de la société Stedef.
- 2003 : acquisition du groupe britannique Pandrol (en)[3].
- 2007 : acquisition de la société allemande Wampfler[8].
- 2011 : acquisition de la société KLK[9].
- 2011 : Stéphane Delachaux, le cousin de François Delachaux, prend le contrôle du Groupe aux côtés de fonds conseillés par la société d'investissement CVC Capital Partners. La société se retire de la Bourse de Paris. Le titre est retiré le 18 novembre[10]. Le holding familial Sogepar est majoritaire.
- 2018 : acquisition de la société allemande LJU[11].
- 2018 : le fonds CVC Capital Partners se retire. Le fonds d'investissement canadien CDPQ le remplace (42,98 % du capital détenu).
- 2019 : acquisition de la société autrichienne Frauscher et de la société française Jay Électronique.